# Segunda Junta de Gobierno de Quito
La Segunda Junta de Gobierno de Quito fue el gobierno ejecutivo que se creó en la Presidencia de Quito a raíz de la llegada al territorio del coronel Carlos de Montúfar, nombrado comisionado de regencia por la Junta Central de Sevilla. Gobernó legalmente a nombre de Fernando VII entre el 1 de septiembre de 1810, cuando se instaló, y el 9 de octubre de 1811, cuando se disolvió y sus miembros obligaron a Manuel Ruiz Urriés de Castilla y Pujadas, I conde de Ruiz de Castilla a renunciar a la presidencia una vez más, declarando la independencia absoluta del Estado de Quito.

## Antecedentes
La invasión napoleónica a España y la consecuente abdicación del rey Carlos IV en su hijo Fernando VII, quien a su vez abdicó a favor del emperador francés Napoleón I, creó una tensa y caótica situación política que llevó al pueblo a sublevarse formando "juntas", que eran gobiernos locales de carácter popular que aseguraban luchar por España y por el Rey. La Junta Suprema Central, que gobernaba en nombre de Fernando VII, funcionó a partir de septiembre de 1808 en Aranjuez y Sevilla, y declaró en enero de 1809 que las colonias americanas eran territorio español; dando paso, sin advertirlo, a la posibilidad de que en América se formaran juntas similares. 
La primera Junta de Gobierno Autónoma se creó en la ciudad de Quito el 10 de agosto de 1809, después del derrocamiento del presidente Manuel Ruiz Urriés de Castilla por un grupo de sublevados que formaron una junta de gobierno provisional. De los participantes en aquella sonada, 32 acabaron siendo encarcelados y luego asesinados por órdenes de Ruiz de Castilla en el Motín del 2 de agosto de 1810.

## La Junta

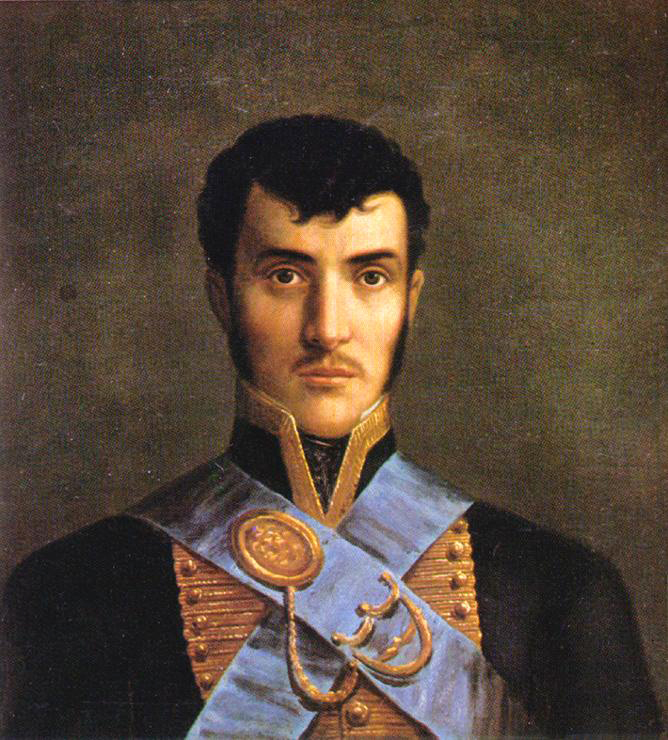
Crnel. Carlos de Montúfar y Larrea.

Tras una travesía de cuatro meses desde España, el 9 de septiembre de 1810 entró en Quito el coronel Carlos de Montúfar, en su calidad de Comisionado Regio, recibido con honores por el conde Ruiz de Castilla pero con algo de recelo por el resto de autoridades españolas, que veían descontentas el hecho por tratarse del hijo de Juan Pío Montúfar, II Marqués de Selva Alegre, quien había presidido la Suprema Junta de Gobierno (tachada de independentista) en 1809 con su respectiva persecución por disidencia. Sobre Carlos Montúfar, dice Pedro Fermín Cevallos:

"Don Carlos Montúfar, mancebo de buen sentido y de valor, regularmente disciplinado en la famosa escuela de la guerra contra los franceses, metidos en España, y de los vencedores en Bailén; era, a no dudar, el más a propósito que entonces podía apetecer la patria para defender su causa. Llegó en circunstancias en que gobernantes y gobernados se miraban, más que con desconfianza, con airado encono, y en las de que, aun cuando se habían despedido las tropas de Lima, todavía conservaba el presidente mil hombres de guarnición, y esperaba que le llegarían bien pronto las pedidas a los gobernadores de Cuenca y Guayaquil."

Las tropas peruanas de Arredondo dejaron Quito. Pero fueron reemplazadas por otras enviadas desde Panamá, comandadas por Juan Alderete.
Tan pronto arribó, el joven Montúfar decidió convocar una nueva junta. Se denominaría Junta de Gobierno, y era un triunvirado formado por Ruiz de Castilla, el obispo de Quito Cuero y Caicedo y el propio Carlos Montúfar. Luego, se eligieron representantes para la Junta, tomando en cuenta a los tres estamentos como en Francia: el clero, la nobleza y el pueblo llano; debiéndose componer entonces de un Diputado por cada cabildo de la Real Audiencia, dos del clero, dos de la nobleza y uno de cada barrio importante de la ciudad de Quito, escogidos estos últimos por el método de electores. Según Pedro Fermín Cevallos:

"Hecho el escrutinio de los votos en favor de los individuos de que había de componerse la junta, resultaron nombrados don Manuel Zambrano por el cabildo secular; el magistral don Francisco Rodríguez Soto por el eclesiástico; los doctores José Manuel Caicedo y Prudencio Báscones por el clero; el marqués de Villa Orellana y don Guillermo Valdivieso por la nobleza; y por los barrios don Manuel de Larrea, don Manuel Matheu y Herrera, don Manuel Merizalde y el alférez real don Juan Donoso. Por unanimidad de votos fue elegido vicepresidente el Marqués de Selva Alegre, y de secretarios don Salvador Murgueitio, y don Luis Quijano. Como se ve la junta llegó a formarse casi de todos los comprometidos en la revolución; pero también de esos mismos abanderizados por cuyas discordias había quedado malparada la causa pública.

El 22 de septiembre, los representantes electos designaron como Vicepresidente de la Junta a Juan Pío Montúfar, II Marqués de Selva Alegre y padre del Comisionado Regio. Esto no fue bien visto por las autoridades españolas y por algunos nobles, que veían como la familia Montúfar alcanzaba un poder cada vez mayor.

### Renuencia de Guayaquil
Cuando Carlos Montúfar quiso visitar las ciudades de Guayaquil y Cuenca, en su calidad de Comisionado Regio, estas no le quisieron recibir. En efecto, Guayaquil se había declarado separada de la Audiencia de Quito y el Virreinato de Nueva Granada para ligarse al Virreinato del Perú, por lo que el virrey Abascal le escribió una misiva que rezaba: «(...) desconociéndole como Comisionado del Rey, pues no he recibido ninguna comunicación al respecto. Y aún en el supuesto de que fuere tal Comisionado no se puede extender demasiado las facultades que se la ha concedido, hasta el extremo de dictar leyes y organizar Juntas que turban la paz y tranquilidad de estos pueblos».
Para ejercer la misión a él encomendada por España, y conocer con certeza la posición del pueblo guayaquileño, Carlos Montúfar envía una carta dirigida al Ayuntamiento de esa ciudad el 20 de septiembre; en la misma explicaba que en ejercicio de su cargo de Comisionado del Consejo de Regencia para la Real Audiencia de Quito, ha determinado pasar a la ciudad portuaria. Manifiesta también que desconoce la arbitraria y abusiva separación que hizo el Virrey de Perú sin disposición especial del Virreinato de Nueva Granada, a cuya jurisdicción pertenecía Guayaquil. Ocho días después dirige nuevamente una carta a nombre de la Junta de Gobierno firmada por él mismo y el Conde Ruiz de Castilla, solicitando la designación de los representantes de Guayaquil para su conformación, electos mediante convocatoria de los cuerpos y nobleza
El Ayuntamiento de Guayaquil, en sesión celebrada el 28 de septiembre con presencia de Francisco Gil, Vicente Rocafuerte y Francisco Javier Paredes, conoce la carta de Montúfar y sus intenciones de visitar la ciudad; a la que responde: «(...) respecto de esta Provincia, está quieta y tranquila, sin necesidad de otras reformas y disposiciones que las que ha tomado el excelentísimo señor Virrey del Perú (...) y respecto de que este Cabildo no puede hacer nada que no sea conforme a lo que el referido excelentísimo señor tenga bien en disponer en este asunto, detenga su viaje».
Respecto a la carta enviada a nombre de la Junta de Quito, la respuesta del Ayuntamiento fue: «acerca de esta incidencia se ha dado cuenta al Sr. Virrey del Perú, a quien únicamente esta Provincia quiere subordinarse, se acordó contestar al Sr. Presidente de Quito y Comisionado Regio, reproduciéndole la contestación anterior». Esta última parte se refiere a la misiva enviada por el virrey Abascal al Ayuntamiento guayaquileño: «(...) se diga a dichos señores que excusen más solicitudes que traigan el mismo aspecto con referencias a esos propios objetos y que se entiendan directamente conmigo, el Virrey».
Muere así toda esperanza de que Guayaquil se una al plan trazado por el coronel Carlos de Montúfar. De igual manera recibió respuestas negativas del Ayuntamiento de Cuenca; quedando relegada la Junta a los territorios de Quito, Ibarra, Esmeraldas, Riobamba, Latacunga, Otavalo, Ambato y Guaranda.

### Independencia del Estado de Quito

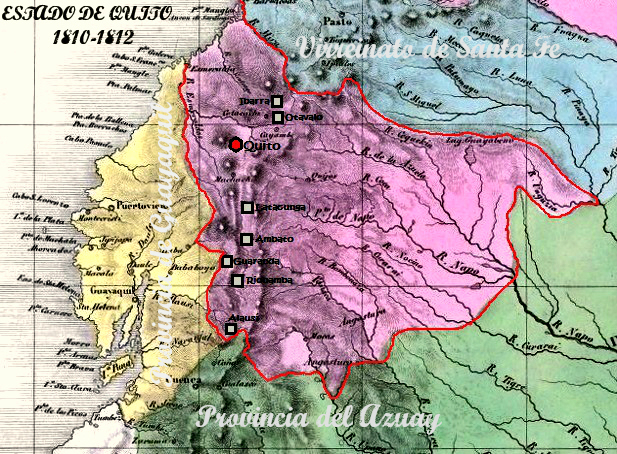
Mapa del Estado de Quito (1811-1812).

Para el 9 de octubre la Junta de Gobierno, originalmente leal a la corona hispana, volvió a declarar que no obedecería al virrey de la Nueva Granada, reivindicando los valores del 10 de agosto de 1809. Apenas dos días después, el 11 de octubre de 1811, Quito proclamó su independencia total de España. Jurídicamente, este es el episodio más importante en el proceso de formación del Estado ecuatoriano actual. La mayoría de sus gestores, casi desconocidos, son los personajes que mejor entendieron, desde la perspectiva quiteña, la significación política de una Constitución y quienes le dieron dimensión histórica a la Nación/Estado de Quito.
Ruiz de Castilla fue obligado a renunciar a la presidencia de la Junta, siendo sustituido por el obispo Cuero y Caicedo, quien firmaba sus decretos de esta manera: «"Joseph, por la gracia de Dios, Obispo y por la voluntad de los pueblos Presidente del Estado de Quito"». Nuevamente, las ciudades cercanas le declararon la guerra a Quito y despacharon tropas para someterla. Desde Lima llegó un Ejército al mando de Toribio Montes para someter al nuevo Estado. 
El 15 de febrero de 1812 se promulgó la primera Constitución ecuatoriana: la Constitución del Estado de Quito, que establecía una República con división de poderes y terminaba con cualquier sospecha sobre las convicciones republicanas de los quiteños. Este fue el primer Estado independiente y soberano proclamado en el territorio del actual Ecuador y ejerció jurisdicción sobre la Sierra central y norte, así como sobre el litoral de Esmeraldas.
El Estado tendría corta vida, pues un año después sería aplastado por las tropas neogranadinas, peruanas y guayaquileñas; regresando el poder a manos españolas. Finalmente, el territorio quitense se escindiría de manera definitiva de la metrópoli en 1822, tras la Batalla de Pichincha.